# ناقصة زرقاء
ناقصة زرقاء (الاسم العلمي:Amorpha glauca) هي نوع غير مؤكد من النباتات يتبع جنس الناقصة من الفصيلة البقولية.